# Manuel Jiménez Barrios
Manuel Jiménez Barrios (Bornos, Cádiz, 16 de noviembre de 1957), más conocido como Chiqui, es un político y diplomado español. Fue Vicepresidente de la Junta de Andalucía entre 2015 a 2019 tras el gobierno de Susana Díaz, y alcalde de Chiclana de la Frontera desde 1994 a 2004.

## Biografía
Manuel Jiménez esta casado con Manuela y es padre de dos hijas, Marina y Cristina Jiménez
Es diplomado en Relaciones Laborales por la Universidad de Cádiz. Diputado autonómico en la legislatura 2012-2015, desde julio de 2012 es portavoz adjunto del Grupo Parlamentario Socialista en el Parlamento de Andalucía y portavoz en la Comisión de Administración Local y Relaciones Institucionales.
En el ámbito de la Administración autonómica Jiménez Barrios ha desempeñado diversas responsabilidades. En 2004 se convirtió en secretario general para el Deporte de la Consejería de Turismo, Comercio y Deporte, cargo que abandonó en 2011 para ejercer como delegado del Gobierno de la Junta de Andalucía en Cádiz.
No obstante, inició su actividad institucional en la Administración Local, etapa en la que destaca la década que ejerció como alcalde de Chiclana de la Frontera entre 1994 y 2004. Esto le llevó a ocupar la presidencia de la Federación Andaluza de Municipios y Provincias (2003-2004) y la de la Mancomunidad de Municipios de la Bahía de Cádiz.
Asimismo, Jiménez Barrios ha sido vicepresidente primero de la Diputación Provincial de Cádiz (1991-1995), vicepresidente segundo del Consejo de Administración de la entidad financiera Unicaja (1999-2004) y Presidente del Consejo de Administración del Estadio Olímpico de La Cartuja (2004-2011)
Desde junio de 2012 es presidente del PSOE de Cádiz y también es miembro de otros órganos de esta formación política, como el Comité Director del PSOE de Andalucía y el Comité Federal del PSOE.
Tras la maternidad de Susana Diaz ejerce la presidencia en funciones de la Junta.

## Reconocimientos
Hijo predilecto de Bornos en 2018.